# Glen Lyon
Glen Lyon é uma Região censo-designada localizada no estado norte-americano de Pensilvânia, no Condado de Luzerne.

## Demografia
Segundo o censo norte-americano de 2000, a sua população era de 1881 habitantes.

## Geografia
De acordo com o United States Census Bureau tem uma área de
8,8 km², dos quais 8,6 km² cobertos por terra e 0,2 km² cobertos por água.

## Localidades na vizinhança
O diagrama seguinte representa as localidades num raio de 16 km ao redor de Glen Lyon.